# Las Malvinas (Mendoza)
Las Malvinas es una localidad y distrito ubicado en el departamento San Rafael de la provincia de Mendoza, Argentina. 
Se encuentra ubicada sobre la Ruta Provincial 179, 35 km al sur de la ciudad de San Rafael.
Su primer dueño trabajó las tierras hasta 1907, cuando las vendió a un tal Soto. Soto dividió las mismas en lotes de 100 hectáreas, contratando para ello al ingeniero Luis Fourcade. Fourcade también se encargó de los canales de riego construidos por Abelardo Tabanera por orden de sus antiguos de los Perrone, antiguos dueños. En 1908 Soto se trasladó a Buenos Aires y encomendó la tarea a Exequiel Tabanera, quien concretó la venta de los lotes en 1909. La zona sur no obstante permaneció en manos de un único dueño ya que los campos no habían sido explotados aún. El canal fue luego ampliado por el ingeniero Oscar Correa Arritzia, y con esto se amplió el loteo.
Dentro del distrito se encuentra el paraje El Escorial, a pocos kilómetros de la Villa cabecera y sobre la antigua calle vieja 175, la cual está pavimentada entre Rama Caída y Malvinas. El otro acceso lo constituye la ruta 179, por la que se accede desde Cañada Seca.
En 1929 un violento terremoto destruyó la zona, y 3 años más tarde sufrió una lluvia de cenizas, frenando el crecimiento de un distrito que hasta ese momento se mostraba próspero. La zona se está consolidando como productora de forraje bajo riego y producción ganadera.

## Toponimia
El nombre proviene de la dueña de uno de los primeros campos de la zona, de nacionalidad francesa y de nombre Malvina, quien a su vez tuvo una hija a la que puso el mismo nombre, de allí que sea Las Malvinas.

## Educación
El pionero Emilio Turqui donó un terreno en la villa cabecera para la construcción de la escuela 1-187 que hoy lleva su nombre, la cual funciona desde 1918. Otras escuelas son la 1-124 Santos Biritos al sur de la villa cabecera, la escuela 1-094 Jacinto Botana en el cruce de las rutas 179 y 175, fundada en 1911, y en El Escorial la escuela 1-344 Octavio Bunge, todas las mencionada de nivel primario.
En el año 2001 se creó la escuela de nivel secundario técnica agropecuaria 4-198 Francisco García, con orientación en producción pecuaria. En su edificio elaboran productos para la venta al público.
Cuenta asimismo  con un Centro de Educación Básica de Jóvenes y Adultos, con un aula satélite en el paraje Tres Vientos.